# 越前市坂口小学校
越前市坂口小学校（えちぜんし さかぐちしょうがっこう）は、福井県越前市湯谷町にある公立小学校。略称は坂小（さかしょう）。

## 沿革
- 1872年（明治5年）2月 - 坂口に信成小学校（中津原・少林寺）・明倫小学校（勾当原・還相寺）・致道小学校（中山・宮川源右ヱ門宅）の3校を開設。
- 1887年（明治20年）4月 - 上記3校を廃し、簡易科下中津原小学校（谷口彦右衛門宅）・簡易科勾当原小学校（川崎茂右衛門宅）を開設。
- 1891年（明治24年）3月 - 両校を合併し、簡易科明倫小学校を開校。
- 1982年（明治25年）
  - 4月 - 明倫小学校中山分校を開設。
  - 10月3日 - 明倫小学校として知事より認可を受け、この日（10月3日）を創立記念日に制定。この時点の児童数は53人。
- 1908年（明治41年）4月 - 「坂口尋常小学校」に改称。
- 1914年（大正3年）4月 - 高等科を開設し、「坂口尋常高等小学校」に改称。
- 1941年（昭和16年）4月 - 国民学校令施行に伴い、「坂口村国民学校」に改称。
- 1947年（昭和22年）5月 - 学制改革に伴い、「坂口村坂口小学校」に改称。坂口中学校を併設。
- 1951年（昭和26年）3月30日 - 武生市への編入合併に伴い、「武生市坂口小学校」に改称。
- 1960年（昭和35年）4月 - 武生市坂口幼稚園を併設。
- 1962年（昭和37年）6月 - 創立70周年記念式を挙行。
- 1973年（昭和48年）1月 - 校舎と体育館の落成式典と創立80周年記念式典を挙行。
- 1984年（昭和59年）5月 - 坂口運動広場を設置。
- 1993年（平成5年）10月 - 創立100周年記念式典を挙行。100周年記念の時計台を設置。
- 2005年（平成17年）10月1日 - 武生市と今立町が合併した越前市発足に伴い、「越前市坂口小学校」に改称。
- 2021年（令和3年）4月 - 坂口幼稚園が休園。

## 通学区域と進学先中学校
出典

### 通学区域
- 越前市
  - 湯谷町
  - 中山町
  - 下別所町
  - 勾当原町
  - 中津原町
  - 下中津原町

### 進学先中学校
- 越前市武生第二中学校坂口分校

## アクセス

### バス
- 「坂口公民館」バス停（越前市市民バス「のろっさ」「坂口・神山ルート」）から徒歩で約2分（約90m）

### 自動車
- 越前市甲楽城地区から県道206号経由で約10分

## 周辺
- 越前市武生第二中学校坂口分校 - 同一敷地内で、進学先中学校
- 越前市坂口幼稚園 - 同一敷地内で、進学前幼稚園（休園中）
- 福井県道205号湯谷王子保停車場線
- 越前市坂口公民館
- 風の館さかのくち